# 門真市立脇田小学校
門真市立脇田小学校（かどましりつ わきたしょうがっこう）は、大阪府門真市脇田町にあった公立小学校。2024年4月1日、砂子小学校と統合し、門真市立水桜小学校として開校した。

## 沿革
- 1972年（昭和47年）4月1日 - 門真市立脇田小学校創立。
- 2023年（令和5年）8月17日 - 校舎建替えの為、砂子小学校に仮移転。
- 2024年3月31日 - 閉校。
- 2024年4月1日 - 砂子小学校と統合し、砂子小学校敷地内に門真市立水桜小学校として開校[1]。
- 2026年（令和8年）4月 - 門真市立水桜学園（仮称）への改称及び隣接する第四中学校と統合して小中一貫校化（予定）[2]。

## 通学区域
- 千石東町、脇田町、江端町1番 - 7番・35番(1号 - 3号に限る)・40番、下馬伏町、島頭3丁目9番 - 12番、島頭4丁目8番 - 10番・17番 - 26番、四宮6丁目[3]

※卒業後は基本的に門真市立第四中学校に進学する。